# Woud (Sint-Michielsgestel)
Woud is een buurtschap in de gemeente Sint-Michielsgestel in de Nederlandse provincie Noord-Brabant. Het ligt twee kilometer ten noordoosten van de plaats Sint-Michielsgestel, en aan de rand van de plaats Den Dungen. Van oudsher wordt 't Woud evenwel tot het dorp Berlicum gerekend